# 堀由紀子
堀 由紀子（ほり ゆきこ、1940年7月22日 - 2023年11月29日）は、日本の実業家。新江ノ島水族館名誉館長、世界淡水魚園水族館名誉館長、日本ユネスコ国内委員会委員。義父（夫の父）は堀久作。

## 人物・経歴
1940年、藤井丙午の娘として生まれる。政治家・藤井孝男（丙午の三男）の姉。
1947年、立教女学院小学校へ入学。1959年、立教女学院高等学校卒業。1963年、立教大学社会学部卒業。大学ではモダンジャズソサイアティ同好会を作るとともに、立教大学英語会（ESS）で活動した。大学在学中の1962年に、日活の御曹司、堀雅彦と結婚する。
1974年、義父の堀久作（元日活社長）が残した株式会社江ノ島水族館の代表取締役社長に就任する。
1986年、株式会社江ノ島水族館館長を兼任。
1994年、立教大学経済学部教授の大橋英五（のちの総長）に水族館の概要を教える講義の依頼を受ける。水族館が日本に定着して1世紀余りになり、水族館は文化の一つとして多くの人々に受け入れられる一方で、水族館の本来の在り方や、飼育技術の状況、自然教育の姿勢を纏めた著作はあまりない状況であった。そうした中で、この機会に学問としての「水族館学」を纏めてみることにし、大学での講義を受け持った。講座名は「水族館概要」であった。
2004年、株式会社江ノ島マリンコーポレーション代表取締役会長、新江ノ島水族館館長、世界淡水魚園水族館館長、独立行政法人海洋研究開発機構監事。
2006年、日本ユネスコ国内委員会委員。
2012年、公益財団法人 山階鳥類研究所評議員。
2015年、新江ノ島水族館名誉館長。
2018年、世界淡水魚園水族館名誉館長、株式会社江ノ島マリンコーポレーション取締役相談役。
人生の恩師は小田急電鉄社長を務めた利光達三。利光は、同じ立教大学出身で、利光が大学の校友会会長に就任した際、女性代表の副会長として堀を指名し、副会長に就任すると、全国8ブロックある校友会の集いに同行し、利光の経営者としてのリーダーシップを間近で学ぶこととなった。孫が通う立教女学院の後援会会長も務めた。
2023年11月29日、死去。享年83。

## 主な著書
- 『水族館のはなし』岩波書店（1998年8月）
- 『生命を見る・観る・診る』慶應義塾大学出版会（2007年9月）共著
- 『水族館へようこそ』神奈川新聞社（2008年5月）